# Japanagromyza rutiliceps
Japanagromyza rutiliceps este o specie de muște din genul Japanagromyza, familia Agromyzidae, descrisă de Axel Leonard Melander în anul 1913. Conform Catalogue of Life specia Japanagromyza rutiliceps nu are subspecii cunoscute.